# Bleed Together
Bleed Together è un singolo del gruppo rock statunitense Soundgarden, pubblicato nel 1997 ed estratto dalla raccolta A-Sides.
La canzone è stata scritta da Chris Cornell, frontman del gruppo.

## Tracce
1. Bleed Together – 3:54